# Betsaida
Betsaida (řecky Βηθσαΐδά bēthsaidá, hebrejsky בית צידה bet cajda) je rybářská vesnice ležící severně od Galilejského jezera a východně od řeky Jordánu v Izraeli, zmiňovaná v Novém zákoně, kterou navštívil Ježíš a uskutečnil zde některé zázraky, např. uzdravení slepého. Pocházeli z ní apoštolové Ondřej, Petr a Filip a Filipova sestra Mariamna.

## Etymologie
Název Betsaida znamená v hebrejštině Dům rybáře.

## Historie a archeologické výzkumy

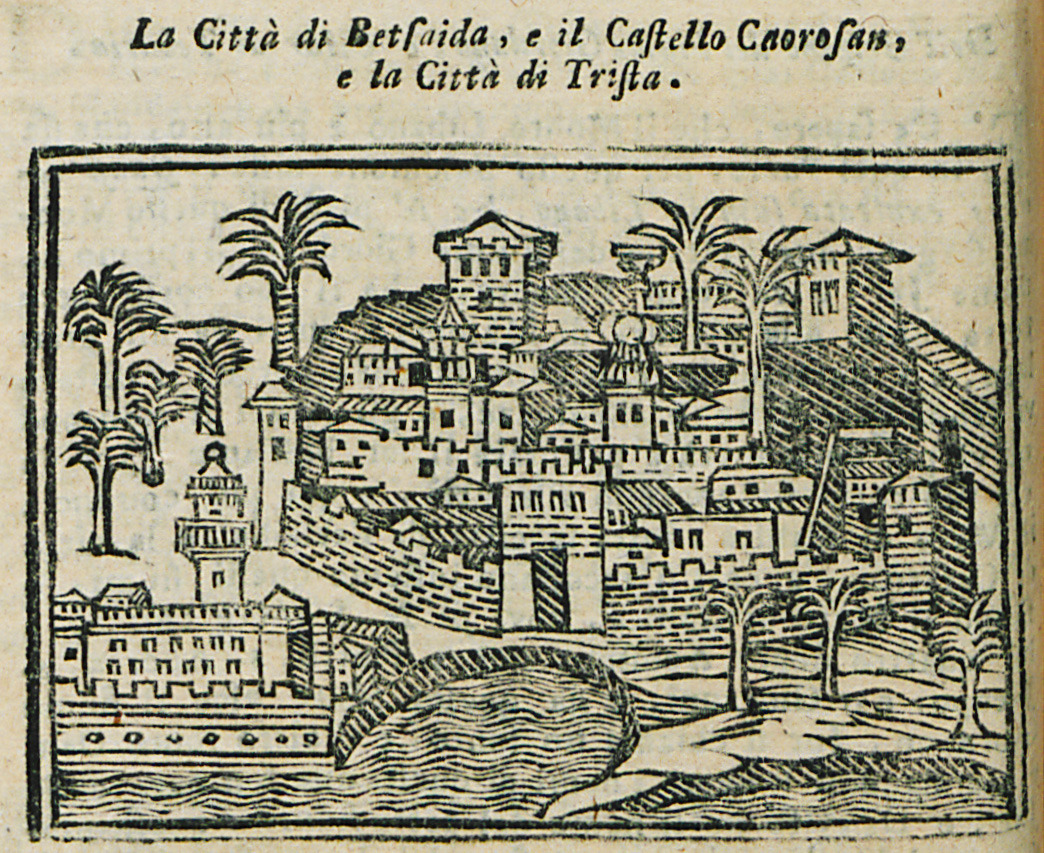
Betsaida, hrad Knorofan a město Trista, ilustrace z cestopisu, Bianco Noe, 1600

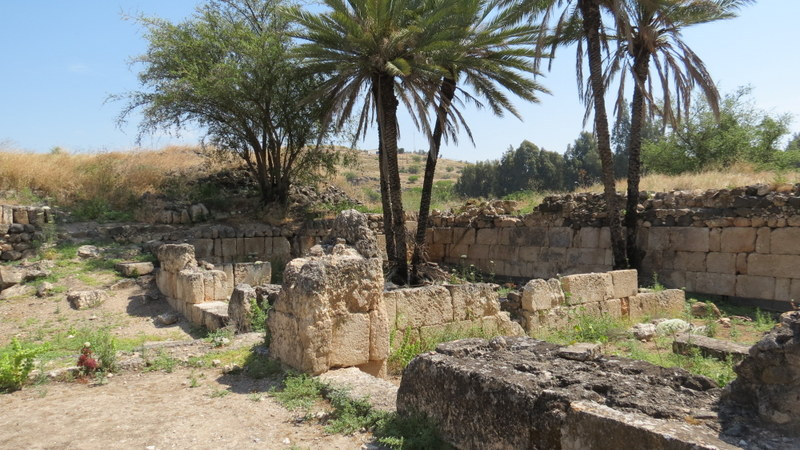
Základy domnělého Petrova domu

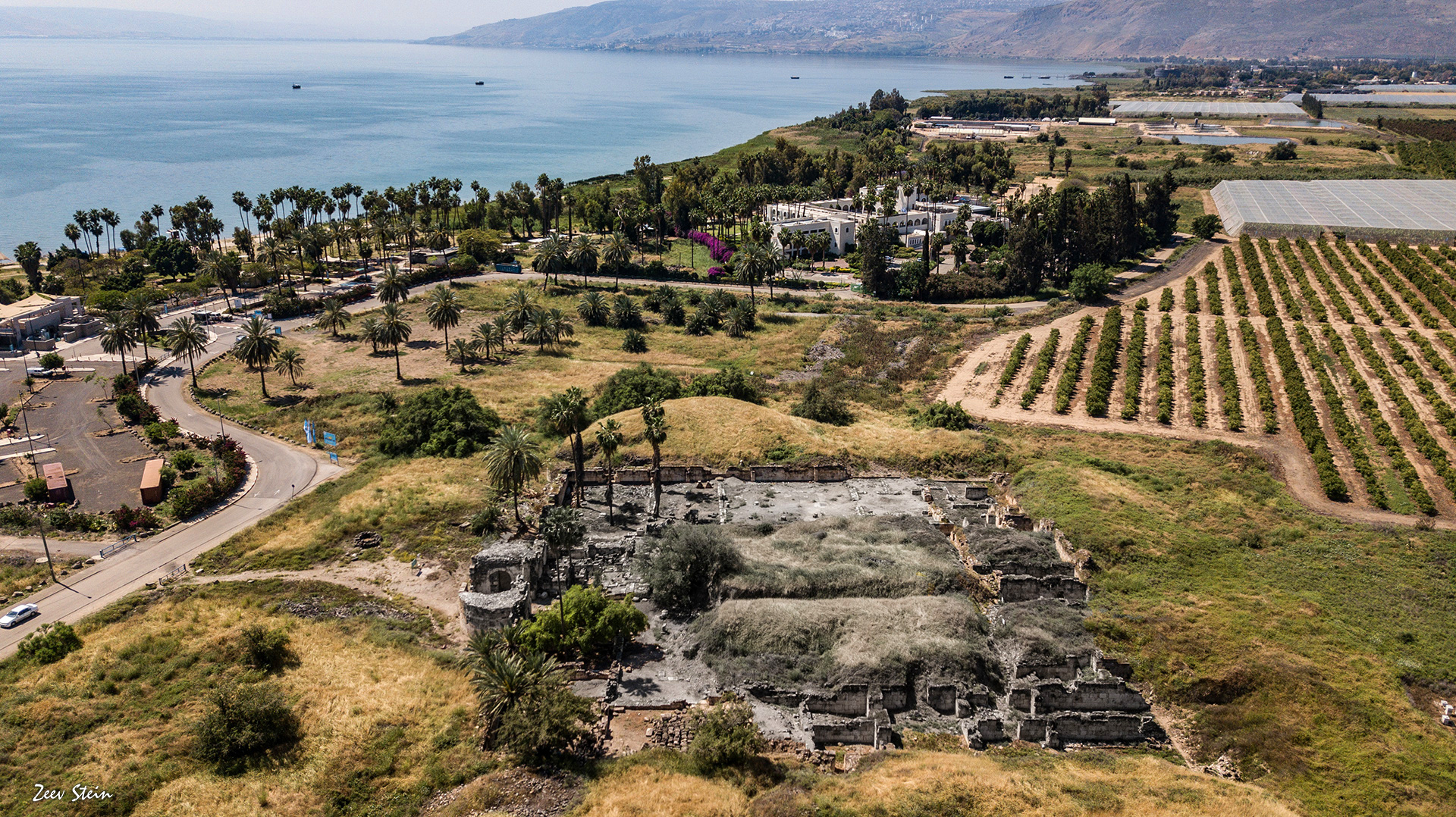
Celkový pohled na lokalitu Khirbet Minya

Hledání starověké Betsaidy se datuje od prvních poutních cest do Palestiny, ve středověkých zprávách chybí. Teprve benátský cestovatel Noe Bianco (1528–1568) popsal domnělou Betsaidu jako lokalitu u města s hradem. Jeho cestopis vyšel roku 1600 i s dřevorytem lokality. Ta však byla při následných nájezdech osmanských Turků zcela zničena.
Ruiny vesnice el-Tel, hypoteticky považované za Betsaidu, v roce 1838 poprvé zkoumal britský archeolog Edward Robinson. V roce 1987 ji plošným archeologickým výzkumem zmapovali dr. Rami Arav z University of Nebraska (Omaha), jehož tým ve spolupráci s Jewish Union College z Jeruzaléma na úkolu pracuje dosud. Podíleli se na něm také Bargil Pixner a archeologové z Haifské univerzity. Po třiceti letech bádání je jisté, že šlo významné sídlo z 1. století našeho letopočtu, datované pomocí nálezů keramiky a mincí, s jedním domem a základy římského templu. Jistota o názvu chybí a vzdálenost od Galilejského jezera svědčí spíše proti rybářské vesnici.
Druhá hypotetická lokalita El-Araj leží jen 4 km od předchozí, ale je u Galilejského jezera, takže jako rybářská vesnice vyhovuje ztotožnění s Bethsaidou více. Dr. Rami Arav z University of Nebraska (Omaha) ve spolupráci s Jewish Union College z Jeruzaléma na prověření této lokality pracuje dosud, poslední zprávu vydal roku 2019.